# 藤原四兄弟
藤原四兄弟（ふじわらしきょうだい、ふじわらよんきょうだい）は、奈良時代前半の天平年間に政権を握った藤原不比等の4人の息子を指す歴史用語。藤原四子（ふじわらしし、ふじわらよんし）などとも呼ばれる。

## 藤原四兄弟
- 藤原武智麻呂（680年 - 737年）（藤原南家開祖）
- 藤原房前（681年 - 737年）（藤原北家開祖）
- 藤原宇合（694年 - 737年）（藤原式家開祖）
- 藤原麻呂（695年 - 737年）（藤原京家開祖）

武智麻呂・房前・宇合は同母兄弟、麻呂は3人の異母弟である。なお、聖武天皇の母の藤原宮子と聖武皇后の藤原光明子はともに四兄弟の異母姉妹にあたる。

## 藤原四子政権
律令編纂や平城京遷都などに関わった不比等亡き後、四兄弟は元正天皇・聖武天皇の時代にわたり長屋王と政権の座を争ったが、長屋王の変で長屋王を追い落とした後、すでに公卿となっていた武智麻呂（大納言）・房前（参議）に加え、官人の推挙により宇合・麻呂も参議となり、9人の公卿のうち4人を占め、729年から737年までの間朝廷の政治を担った。これを藤原四子政権と呼ぶ。
四子政権時代には律令財政が確立され、天平6年（734年）に官稲混合による正税が成立し、天平8年（736年）には公田地子の京進が開始された。また、京や畿内に惣管・平城京以西の道ごとには鎮撫使、のちに節度使を設置し治安維持を強化した。対外的には遣新羅使の派遣や、東北遠征などが行われた。
四兄弟は737年の天然痘の流行（天平の疫病大流行）により相次いで病死し、藤原四子政権は終焉を迎えた。
人々は相次ぐ病死を「長屋王の祟り」と見做した。その後、四兄弟の子が若かったため、政権は光明皇后（不比等の娘）の異父兄弟で臣籍降下した橘諸兄（葛城王）が右大臣として担うことになった。その後は、四兄弟のうち宇合の息子広嗣が740年に乱を起こし討伐された（藤原広嗣の乱）こともあり、孝謙朝に武智麻呂の子豊成、次いで仲麻呂が台頭するまで、藤原氏の大臣の不在時代がしばらく続くことになる。
藤原四兄弟の子の系統はそれぞれ南家、北家、式家、京家と呼ばれ、それぞれの家に栄枯盛衰はあったものの、その後の政治や学問、文化に大きな足跡を残している。藤原四家を参照。